# Macrosiphoniella albicola
Macrosiphoniella albicola är en insektsart. Macrosiphoniella albicola ingår i släktet Macrosiphoniella och familjen långrörsbladlöss. Inga underarter finns listade i Catalogue of Life.